# Carl Ceiss
Carl Ceiss (* 1959 in Leipzig; † 16. Februar 2023 in Berlin) war ein deutsch-österreichischer Dramaturg und Dramatiker.

## Werdegang
Carl Ceiss war der Sohn des Theaterschauspielers Ernst Ceiss und der Ausdruckstänzerin Margot Wegener. Nach Kindheit in Weimar, Schule und Studium in Berlin, hatte er ab von 1982 bis 1985 ein Engagement an der Volksbühne Berlin. Danach arbeitete er als Schauspieldramaturg und Regisseur am Stadttheater in Quedlinburg und am Institut für Schauspielregie BAT in Berlin. 1989/90 war er Leiter der Dramaturgie am Theater der Altmark in Stendal. Von 1989 bis 1992 war er als Mitbegründer, Gesellschafter und Mitarbeiter des Theaterverlages Autoren-Kollegium in Berlin tätig. Danach war er bis 1997 als Dramaturg und Regisseur am Landestheater Detmold beschäftigt. Ceiss war 1997 Jurymitglied des Christian-Dietrich-Grabbe-Dramatiker-Preises, und hatte ein Engagement am Wolfgang-Borchert-Theater in Münster. Er arbeitete zuletzt als freier Autor und lebte in Berlin und Wien.

## Mitgliedschaften
- seit 2003 Mitglied der Dramatiker-Union, von 2012 bis 2015 deren gewählter Vizepräsident
- seit 2011 Mitglied der IG Autorinnen Autoren, Wien, Österreich

## Auszeichnungen,
- 1991 Literaturstipendium der Berliner Senatsverwaltung für Kultur
- 2011 Stuttgarter Autorenpreis 2011 für sein politisches Tendenzstück „Im Delirium“ (anteilig)

## Veröffentlichte Werke (Auswahl)
- 1989 Das fahle Pferd, dramatische Collage, Erstdruck in "Spielplan"
- 1991 Tapetentraktat (entstanden 1988) Monolog, als 45 Min. Hörspiel produziert im Sender Freies Berlin[4][5] (Regie: Barbara Plensat), Ursendung der Hörspielfassung: 12. Juni 1991
- 1991 An den Dreizehnten, (Requiem für einen Greis) Uraufführung am Mecklenburgischen Landestheater Parchim (Regie: Marcus Lachmann)
- 2001 Persephone oder der Ausgleich der Welten, Komponist Günter Neubert, Libretto von Carl Ceiss, konzertante Uraufführung am Opernhaus Leipzig[6]
- 2001 Alphatext, Fragment von Carl Ceiss, als Hörspiel im Sender Freies Berlin 2003[7]
- 2006 Der Yeti – der Anteil der Arbeitslosigkeit an der Affewerdung des Menschen (entstanden 2002) am „projekttheater dresden“ (Regie: Andreas Hüttner) theatrikos
- 2009 Engel von Bremen, Moritat, als Hörspiel im Radio Bremen / Saarländischen Rundfunk[8]
- 2021 WERKE Band 2 (Deutschland-Zyklus, 159 S.) ISBN 978-3-949364-01-3 (TAPETENTRAKTAT, WÜSTE MARK, HANS WURSTS INNERE EINHEIT oder DAS ENDE DER CHRISTLICHEN SEEFAHRT, ENGEL VON BREMEN) Band 3.1 (Komödien 1, 194 S.) ISBN 978-3-949364-02-0 (WINTERTAGSANGST, DIE SPEKULANTEN, DER YETI, DER JUNG-BRUNNEN) Band 3.2 (Komödien 2, 130 S.) ISBN 978-3-949364-03-7 (FLEISCHWOLF AMERIC. SYSTEM, WAHN, DRIFT, DAS KILLER-KANINCHEN VON SANSIBAR) Band 4 (Trilogie der Fahrten, 128 S.) ISBN 978-3-949364-04-4 (HÖLLENFAHRT, HIMMEL-FAHRT, KREUZFAHRT) Band 5 (Nicht normative Stücke, 129 S.) ISBN 978-3-949364-05-1 (DAS FAHLE PFERD, ALPHATEXT, UNWUCHT, IM DELIRIUM) Band 6 (Minoische Trilogie, 103 S.) ISBN 978-3-949364-06-8 (MINOTAURUS AUTOMAT, NAXOS PROZESSOR, MUSCHI MOTORS) erschienen im Seismocorder Verlag.
- 2022 Werke, Band 1 (Frühe Stücke, 164 Seiten) ISBN 978-3-949364-00-6 (mit den Theaterstücken ZERSTÖRTES TRIPTYCHON, DESPOT ODER DIE BUNTEN SCHUHE, HEROSTRATOS, CAMPANELLA) Werke, Band 7.1, 126 Seiten, ISBN 978-3-949364-07-5 (mit den Theaterstücken SIGMA FRAGMENTE, OPHELIAS GEHEIMNIS, OPHELIA GHOST BONUS        TRACKS ELEKTROBRIEF IM FLUSS) Werke, Band 7.2, 168 Seiten, ISBN 978-3-949364-08-2 (mit den Theaterstücken DER MUMMENSCHANZ oder DIE UNTERMINIERER, DIE FISCHE oder WIE LIQUID IST DAS WASSER?, YPSILON HYBRID, ARTUS KATALYSATOR) Werke, Band 8.1 (Stücke für Kinder, 129 Seiten) ISBN 978-3-949364-09-9 (mit den Theaterstücken ACTION ODER DIE VIRTUELLEN SIEGER, KNALLTREIBLING, KASPAR BLUTWURST, SCHNEEWITTCHEN) erschienen im Seismocorder Verlag